# Supercoppa di Polonia 2016 (pallacanestro)
La Supercoppa di Polonia 2016 è la 11ª Supercoppa di Polonia di pallacanestro maschile.
La partita è stata disputata il 2 ottobre 2016 presso il CRS Hall di Zielona Góra tra il Zielona Góra, campione di Polonia 2015-16 e il Rosa Radom vincitore della Coppa di Polonia 2016.

## Finale
| Arbitri: | Piotr Pastusiak Robert Zieliński Michał Proc |

| |            | |
| Florence 26 | Punti      | 30 Brazelton |
| Kelati 5 | Assist     | 4 Brazelton, Sokołowski                                                                                                 |
| Đurišić, Koszarek, Zajcev 5 | Rimbalzi   | 7 Brazelton, Jackson |
| 1 Vaughn• 14 Zajcev• 22 Kelati• 33 Gruszecki• 55 Koszarek 0 Florence• 4 Moore• 17 Der• 21 Majchrzak• 34 Hrycaniuk• 35 Zamojski• 42 Đurišić | Formazioni | 8 Witka• 13 Brazelton• 14 Bell• 24 Sokołowski• 55 Jackson 9 Bojanowski• 22 Szymkiewicz• 32 Adams• 34 Bonarek• 35 Jeszke |
| Artur Gronek | Allenatori | Wojciech Kamiński |